# Зевакіно
Зева́кіно (каз. Зевакино) — село у складі Шемонаїхинського району Східноказахстанської області Казахстану. Адміністративний центр Зевакінського сільського округу.
Населення — 1095 осіб (2021; 1336 у 2009, 1645 у 1999, 1131 у 1989).
Національний склад станом на 1989 рік:
- росіяни — 67 %
- казахи — 22 %